# Special (serie televisiva)
Special è una serie televisiva statunitense distribuita da Netflix. La serie si basa sul libro: "I'm Special: and Other Lies We Tell Ourselves" (2015), di Ryan O'Connell, che è anche interprete e regista della serie.

## Trama
Ryan (Ryan O'Connell), è un ragazzo omosessuale affetto da una lieve paralisi cerebrale. Stanco di vivere nell'ombra, secondo le esigenze di sua madre, decide di trasferirsi e iniziare un nuovo lavoro. Ryan però, racconta una piccola bugia sulla sua disabilità, per potersi sentire finalmente libero dalla vergogna.

## Episodi
| Stagione         | Episodi | Prima TV USA | Prima TV Italia |
| ---------------- | ------- | ------------ | --------------- |
| Prima Stagione   | 8       | 2019         | 2019            |
| Seconda Stagione | 8       | 2021         | 2021            |

## Personaggi
- Ryan Hayes, interpretato da Ryan O'Connell (stagioni 1-2), protagonista della serie;
- Karen Hayes, interpretata da Jessica Hecht (stagioni 1-2), madre di Ryan;
- Kim Laghari, interpretata da Punam Patel (stagioni 1-2), migliore amica di Ryan;
- Carey, interpretato da Augustus Prew (stagioni 1-2);
- Phil, interpretato da Patrick Fabian (stagioni 1-2), il nuovo compagno di Karen;
- Olivia, interpretata da Marla Mindelle (stagioni 1-2), capo di Ryan e Kim.
- Tanner, interpretato da Max Jenkins (stagione 2), il nuovo interesse amoroso di Ryan.

## Produzione
Il 5 febbraio 2019, Netflix ha annunciato la produzione della prima stagione della serie, composta da otto episodi; presentata in anteprima il 12 aprile 2019. La serie è stata creata da Ryan O'Connell, che è accreditato come produttore esecutivo, al fianco di Jim Parsons, Anna Dokoza, Eric Norsoph e Todd Spiewak.
Nel 2020 la serie è stata rinnovata per una Seconda, e ultima, stagione distribuita da Netflix il 20 maggio 2021.